# Riley RM
Riley RM är en personbil, tillverkad av den brittiska biltillverkaren Riley mellan 1946 och 1955.

## Riley RM
Rileys RM-serie utvecklades under andra världskriget och blev de sista bilarna som togs fram av Riley själva. Det rörde sig om helt nya modeller och uppdatering av de fyrcylindriga motorer som tillverkades alldeles före kriget. De största nyheterna var kuggstångsstyrning, den individuella framvagnsupphängningen med torsionsstavar och hydromekaniska bromsar. Karossen var ny men fortfarande mycket traditionell med en stomme av ask, som vilade på ett gediget chassi av stål. Taket var klätt med konstläder (pegamoid). Inredningen hade träpaneler och säten klädda med skinn.
RM-serien byggdes i två storlekar: RMA hade en mindre 1,5-litersmotor och kort hjulbas, medan den större RMB hade en 2,5-litersmotor och sex tum längre hjulbas. Bilarna delade kaross från torpedväggen och bakåt. Bilar med den mindre motorn försågs med ett mörkblått kylarmärke, medan de bilar som hade den större motorn fick ett ljusblått kylarmärke.
1949 stängdes Riley-fabriken i Coventry och tillverkningen flyttades till MG:s lokaler i Abingdon. Samtidigt uppdaterades bilarna med ny instrumentbräda.
Mellan 1949 och 1951 byggdes två öppna modeller med den större 2,5-litersmotorn: den 2/3-sitsig RMC och den fyrsitsiga RMD. Båda modellerna sålde sämre än väntat och försvann redan efter två år.
Hösten 1952 moderniserades de kvarvarande sedan-modellerna till RME respektive RMF. Bilarna fick hypoidbakaxel och helt hydrauliska bromsar. Ett år senare genomgick den mindre modellen en lätt uppdatering, då skärmarna modifierades och fotbrädorna under dörrarna försvann. Samtidigt ersattes den större RMF av den nya Riley Pathfinder.

### Riley RMA
RMA var den första modellen i serien som presenterades. Den hade ärvt motorn från företrädaren 12/4. Den lilla motorn, 55 hk, i den ganska tunga bilen gjorde att prestandan var begränsad, men kunderna uppskattade modellen för dess utmärkta väghållning, formgivning och exklusiva framtoning. Toppfarten låg på ungefär 125 km/tim.

### Riley RMB
RMB var, med sin större motor från företrädaren 16hp, en för klassen snabb bil, helt enligt Rileys traditioner. Motorn gav från början 90 hk, men från 1948 höjdes effekten till 100 hk, eftersom motorn fick större insugsventiler. Toppfarten låg på 90 miles/h, dvs. 145 km/tim.

### Riley RMC
RMC var en 2/3-sitsig roadster med en extravagant utformad kaross, avsedd att passa USA-marknaden. 

### Riley RMD
RMD hade en konventionellt formgiven fyrsitsig tvådörrars cabriolet-kaross med fodrad sufflett, mer anpassad för hemmamarknaden.

### Riley RME
Den uppdaterade RME introducerades i oktober 1952. Ett år senare modifierades karossen och modellen tillverkades därefter fram till mitten av 1955.

### Riley RMF
RMF introducerades samtidigt med den mindre RME. Modellen tillverkades bara under ett år, innan ersättaren Pathfinder tog vid.

## Motor
Bilarnas fyrcylindriga motorer var byggda enligt samma modell som alla Riley-motorer alltsedan trettiotalet, med två högt liggande kamaxlar i motorblocket, som styrde ventilerna via korta stötstänger. 
| Modell          | Motor              | Cylindervolym | Effekt    | Bränslesystem       |
| --------------- | ------------------ | ------------- | --------- | ------------------- |
| RMA/RME         | 4-cyl radmotor ohv | 1496 cm³      | 55 hk     | Enkel SU förgasare  |
| RMB/RMC/RMD/RMF | 4-cyl radmotor ohv | 2443 cm³      | 90-100 hk | Dubbla SU förgasare |

## Bilder

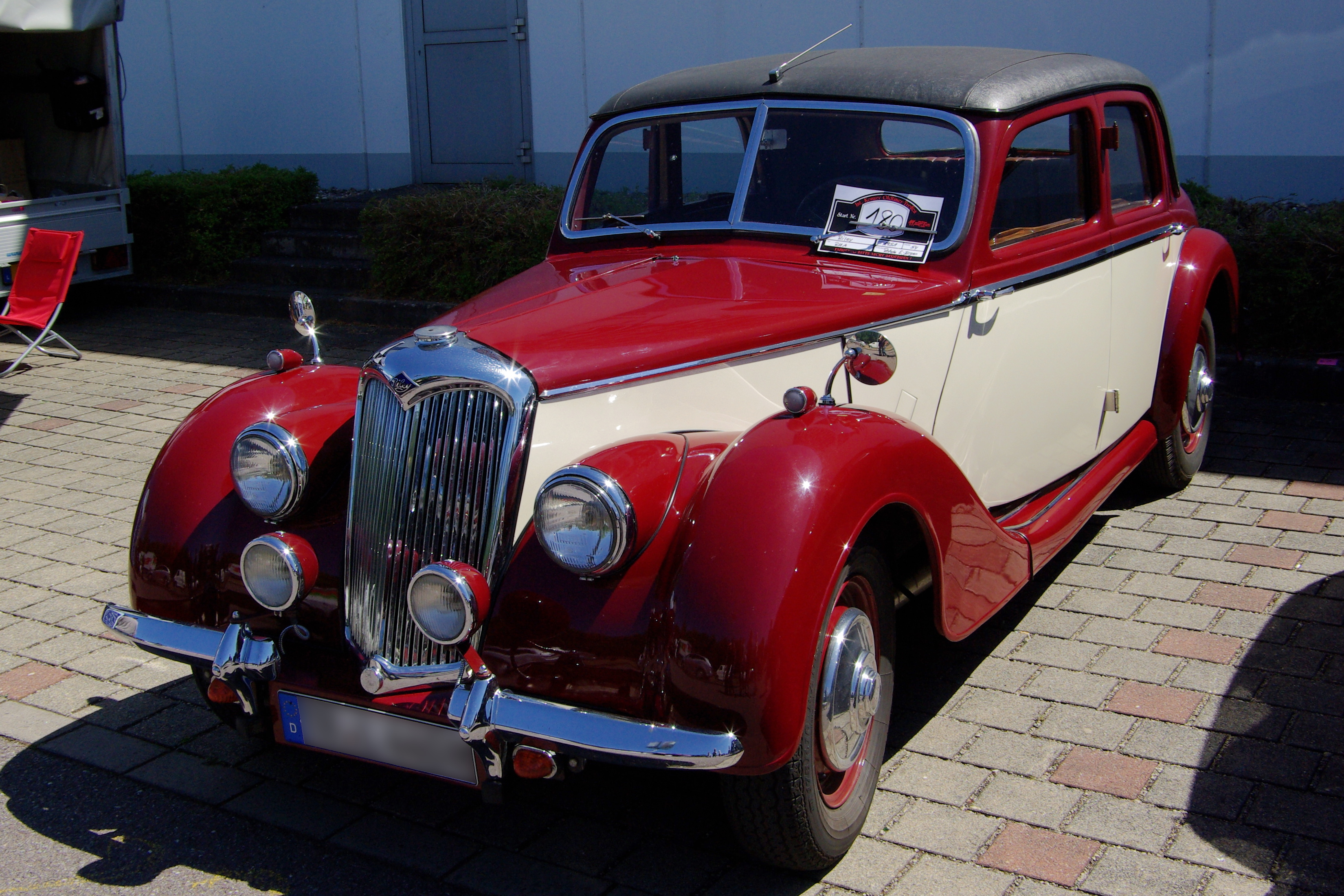
RMA
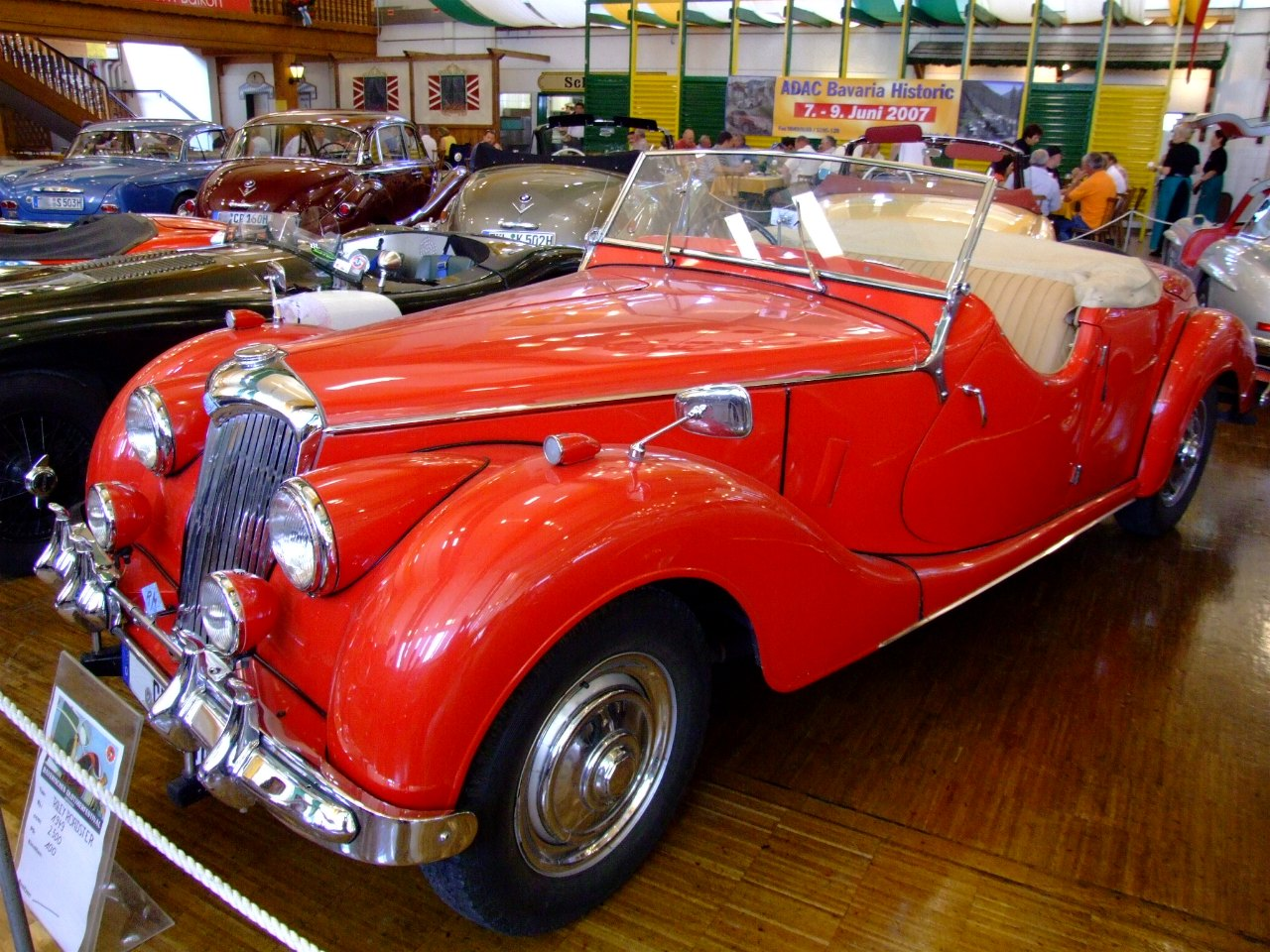
RMC
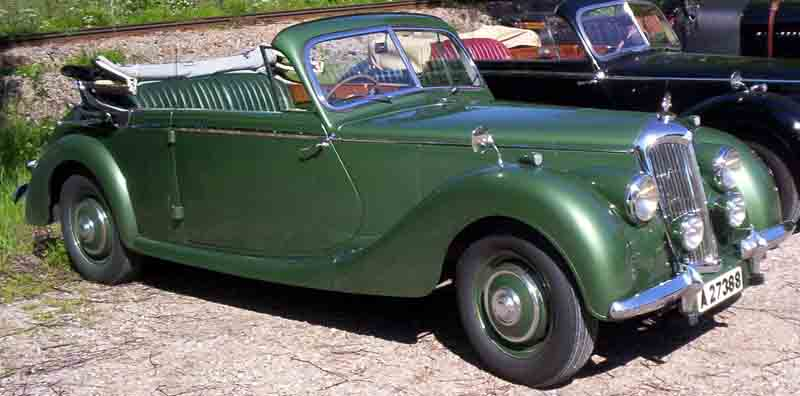
RMD
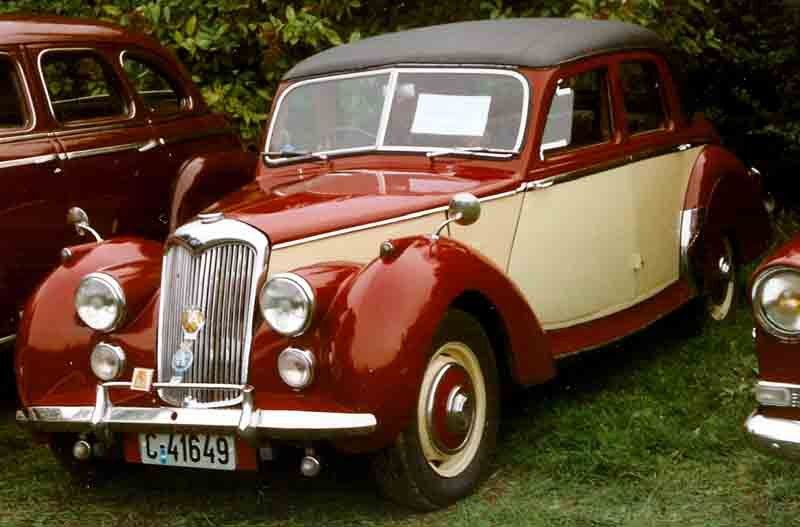
RME

## Tillverkning
| Modell | Antal  |
| ------ | ------ |
| RMA    | 10 504 |
| RMB    | 6 900  |
| RMC    | 507    |
| RMD    | 502    |
| RME    | 3 446  |
| RMF    | 1 050  |